# 泵站

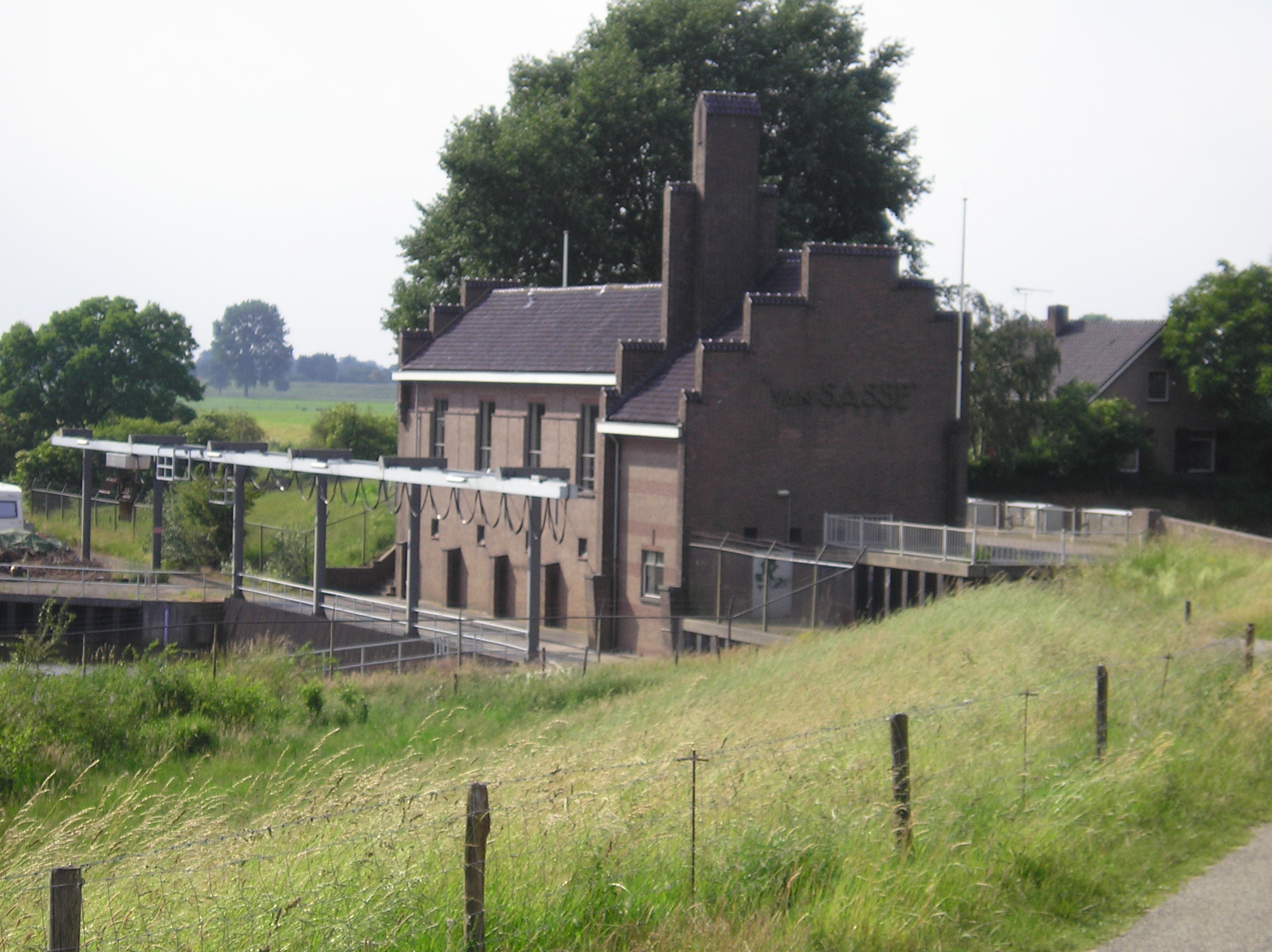
荷蘭赫拉弗的Van Sasse泵站

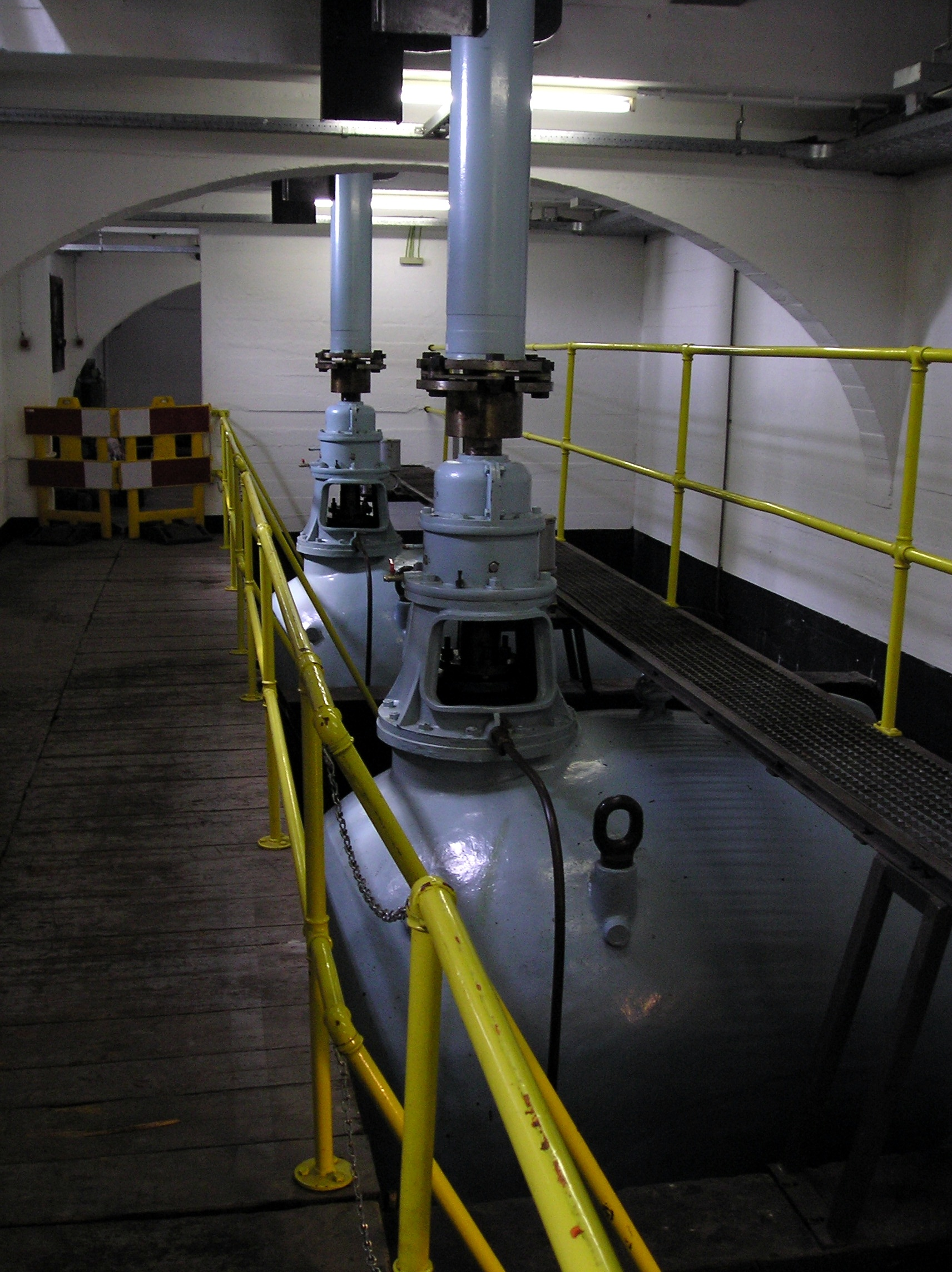
荷蘭赫拉弗的Van Sasse泵站

泵站是由泵及其他設備整合的系統，可對流體加壓，方便運送到較高或是較遠的地方，用在許多基础设施中，例如运河的供水、低窪地區的排水、以及將污水送到處理站的設備。
抽水蓄能电站是一種水力發電廠，用離峰電力轉換為水的位能儲存起來，泵站也是抽水蓄能电站設計中的一部份。

## 運河供水
有运河系統的國家常會架設水泵站的設備。依照船閘系統的運作原理，只要有船隻通過，水就會從运河高度較高的一側流失。而且大部份的水閘不是完全密閉的，因此有些水會通過水閘流到下游。因此為了讓運河有足夠的水量可以運作，需要有額外的水源來補充。
运河一般是利用其上游的河川分流作為运河的水源，假如附近沒有適合的河川，就會用水泵站來維持運河的水位。像英格蘭南部肯尼特和雅芳运河的克拉弗頓水泵站就是一個例子，這個水泵站將水從附近的雅芳河運送到运河，使用的水泵是由河川本身來驅動。
假如沒有外來的水源時，也會使用逆向抽水系統，在運河的下游將水抽出，再加壓運送到上游。讓下一次的船隻可以通行，這一類的抽水系統多半不大。第一個逆向抽水系統是在1779年興建的。

## 陸地排水

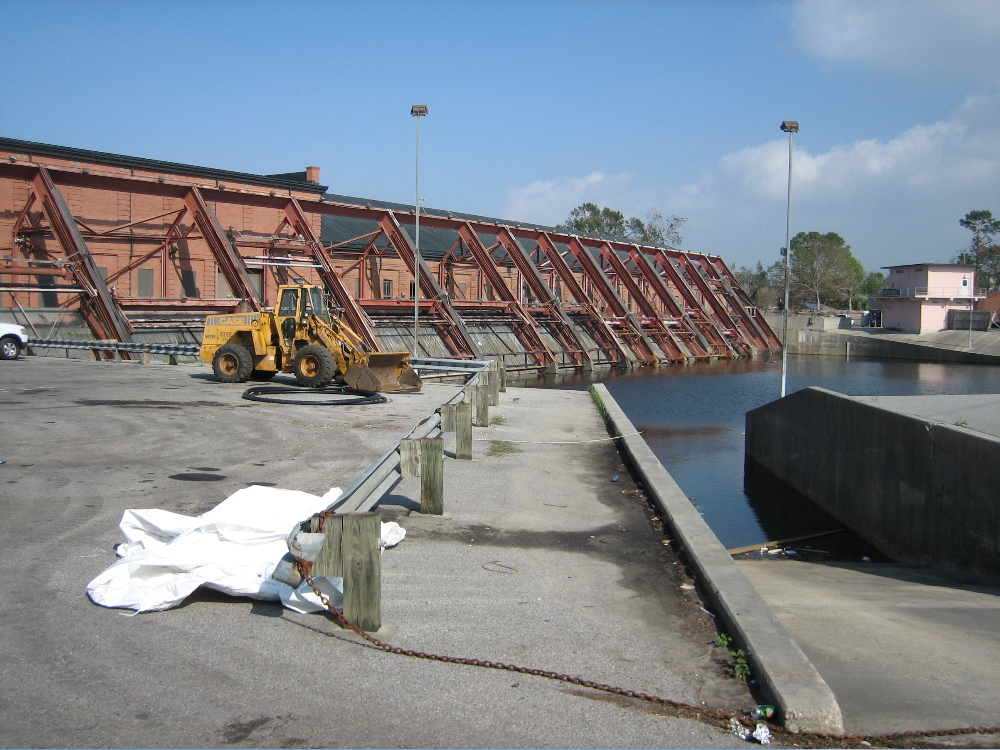
路易斯安那州新奥尔良的Metairie泵站，也稱為六號泵站，在1899年建立，在Metairie路和第17街運河源頭的附近。已有15個伍得螺桿泵

地勢較低的地區若需要排水，一般會修築溝渠，不過若此地區在海平面以下，就需要利用泵將水加壓後排出到鄰近的水路，最後再流進大海。
英國在维多利亚时代就知道此一概念，在英國也有許多排水的泵站，其中的水泵是用蒸汽机驅動的。林肯郡有許多原來在海平面下的濕地（稱為沼澤區），在架設泵站排水後形成了耕地。因為沉積泥漿的累積，此地區土壤相當肥沃。

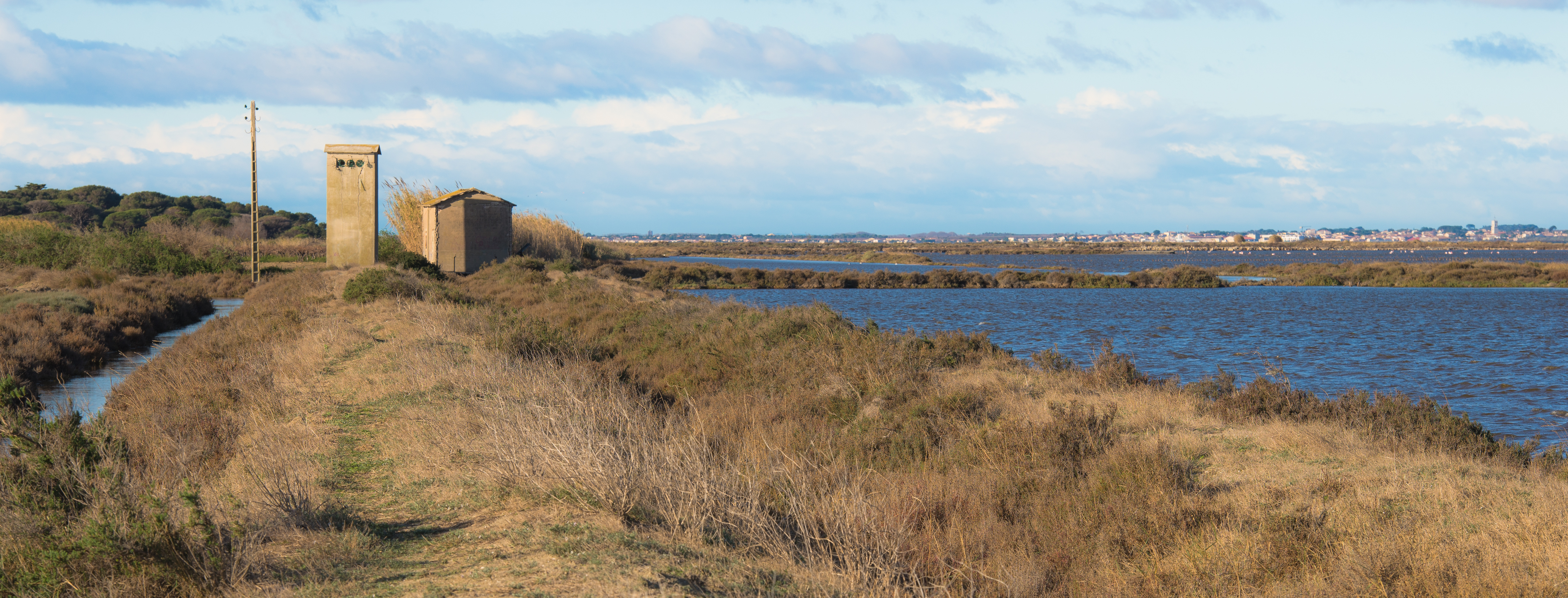
在法国塞特的排水泵站

有時因為漏水或是洪水，使得大量的水進入地勢較低的地區，也會用排水泵站來排水，例如新奧爾良的排水系統。

## 污水系統

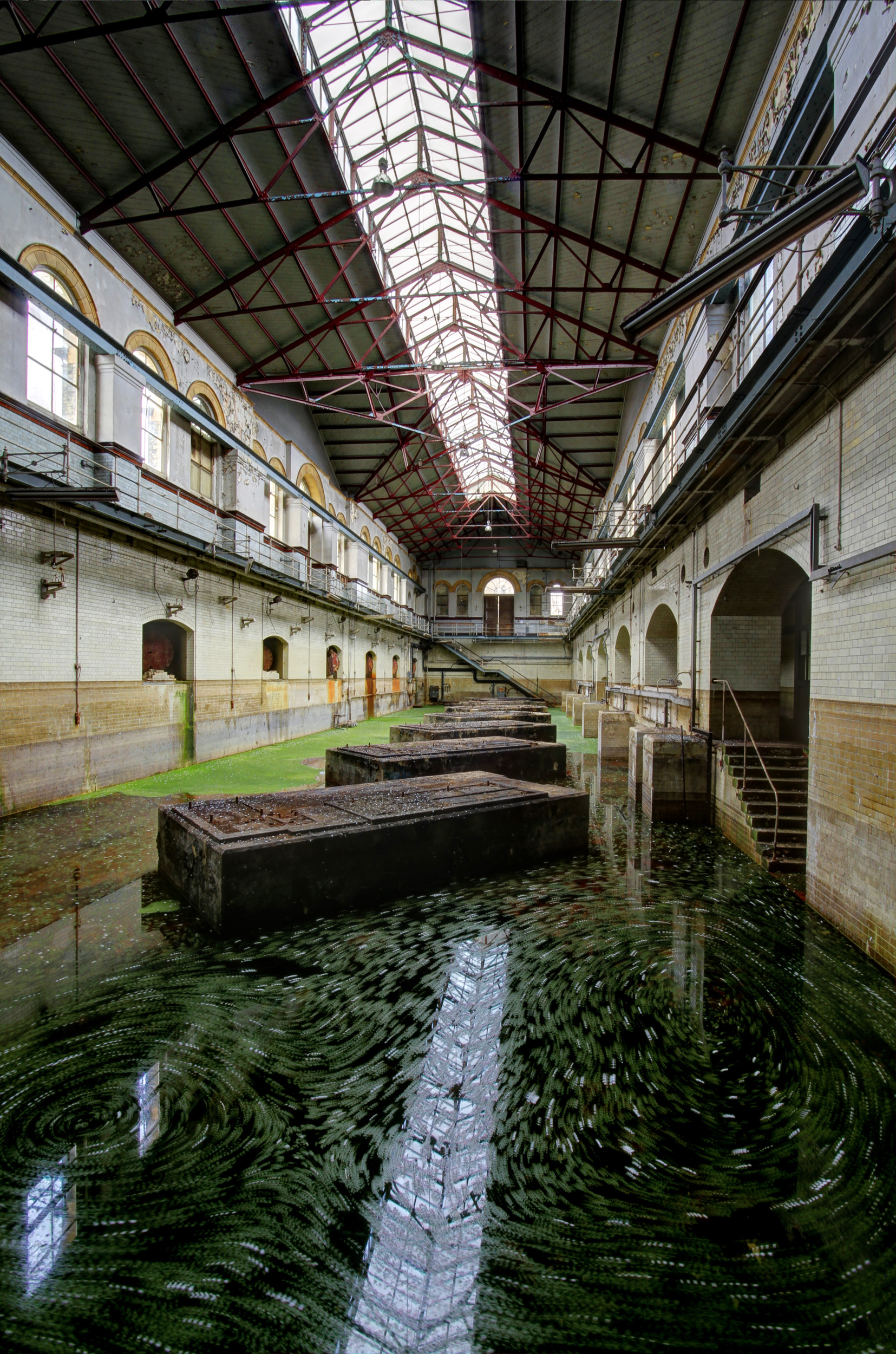
現已不使用的倫敦的Abbey Mills泵站。混凝土平台是用來架設大馬力的馬達/泵設備，將污水從深的排水管帶到出水管，讓污水可以從城巿中排出

污水收集系統中的泵站一般是設計來運送源自地下重力管道（有斜度，讓水依重力只能單向流動的管道）未處理過的污水。污水送入後，會儲存在地下坑中，一般稱為「濕井」。井內會有電子設備偵測污水的高度。當污水到達一定高度後，會啟動泵，若是將污水提昇到相當的高度，會經由加壓的管路系統（稱為下水道主管，sewer force main）。若只是排放到鄰近的重力人孔中，泵站會稱為升降站（lift station）。之後污水會在後續的管道中重覆用此方式處理，直到污水運送到目的地（多半是污水處理廠）為止。在此方法中，利用泵站將污水送到高度較高的地方。若有許多污水流入井中（例如濕冷天氣時），會再啟動額外的泵。若還是不夠，或是泵站的泵失效時，可能會有污水系統回流的情形，造成下水道溢流，也就是未處理的污水直接排放到環境中的情形。

## 外部連結
- Packaged pumping stations - definitions and applications
- How To Choose The Right Pump To Suit Your Pumping Station （页面存档备份，存于）
- How to look after your packaged pumpstation （页面存档备份，存于）
- Prickwillow Museum （页面存档备份，存于）